# Fastball (film)
Pour le groupe de rock, voir Fastball.
Pour plus de détails, voir Fiche technique et Distribution.
Fastball est un film américain documentaire sur le baseball réalisé par Jonathan Hock, sorti en 2016.

## Fiche technique
- Titre : Fastball
- Réalisation : Jonathan Hock
- Musique : Tony Morales
- Montage : Pete Panagoulias et Steven Pilgrim
- Production : Philip A. Aromando, Michael Tollin et Thomas Tull
- Société de production : Major League Baseball et Legendary Pictures
- Société de distribution : Gravitas Ventures (États-Unis)
- Pays :  États-Unis
- Genre : Documentaire
- Durée : 87 minutes
- Date de sortie : 
  - États-Unis : 25 mars 2016

## Distribution
- Kevin Costner : narrateur

## Accueil
Le film a été accueilli favorablement par la critique. Il obtient un score moyen de 74 % sur Metacritic